# Гамельнский крысолов
Га́мельнский крысоло́в (нем. Rattenfänger von Hameln), гамельнский дудочник — персонаж средневековой немецкой легенды. Согласно ей, музыкант, обманутый магистратом города Гамельна, отказавшимся выплатить вознаграждение за избавление города от крыс, c помощью колдовства увёл за собой городских детей, сгинувших затем безвозвратно.
Легенда о крысолове, предположительно возникшая в XIII веке, является одной из разновидностей историй о загадочном музыканте, уводящем за собой околдованных людей или скот. Подобные легенды в Средние века имели весьма широкое распространение, при том, что гамельнский вариант является единственным, где c точностью называется дата события — 26 июня 1284 года, и память о котором нашла отражение в хрониках того времени наряду c совершенно подлинными событиями. Всё это вместе взятое заставляет исследователей полагать, будто за легендой о крысолове стояли некие реальные события, уже со временем приобретшие вид народной сказки, однако не существует единой точки зрения, что это были за события или даже когда они произошли. В позднейших источниках, в особенности иностранных, дата по непонятной причине замещается иной — 20 июня 1484 года или же 22 июля 1376 года. Объяснения этому также не найдено.
Легенда о крысолове, изданная в XIX веке Людвигом Иоахимом фон Арнимом и Клеменсом Брентано, служила источником вдохновения для многочисленных писателей, поэтов, композиторов, среди которых стоит назвать Роберта Браунинга, Иоганна Вольфганга Гёте, братьев Стругацких, братьев Гримм и Марину Цветаеву.

## Легенда о крысолове
Легенда о крысолове в самом известном варианте излагается так: однажды город Гамельн подвергся крысиному нашествию. Никакие ухищрения не помогали избавиться от грызунов, наглевших с каждым днём вплоть до того, что стали сами нападать на кошек и собак, а также кусать младенцев в люльках. Отчаявшийся магистрат объявил о награде любому, кто поможет избавить город от крыс. «В день Иоанна и Павла, что было в 26-й день месяца июня», появился «одетый в пёстрые покровы флейтист». Неизвестно, кем он был на самом деле и откуда появился. Получив от магистрата обещание выплатить ему в качестве вознаграждения «столько золота, сколько он сможет унести», он вынул из кармана волшебную флейту, под звуки которой все городские крысы сбежались к нему, он же вывел околдованных животных прочь из города и утопил их всех в реке Везер.
Магистрат, однако же, успел пожалеть о данном им обещании, и когда флейтист вернулся за наградой, отказал ему наотрез. Музыкант через какое-то время вернулся в город уже в костюме охотника с красной шляпой и вновь заиграл на волшебной флейте, но на этот раз к нему сбежались все городские дети, в то время как околдованные взрослые не могли этому помешать. Так же, как ранее крыс, флейтист вывел их из города — и утопил в реке (или, как гласит легенда, «вывел из города сто и тридцать рождённых в Гамельне детей на Коппен близ Кальварии, где они и пропали»).
Ещё позднее этот последний вариант был переделан: нечистый, притворившийся крысоловом, не сумел погубить невинных детей, и перевалив через горы, они обосновались где-то в Трансильвании, в нынешней Румынии.
Вероятно, несколько позднее к легенде было добавлено, что от общего шествия отстали два мальчика — устав от долгого пути, они плелись позади процессии и потому сумели остаться в живых. Позднее, якобы, один из них ослеп, другой — онемел.
Ещё один вариант легенды рассказывает об одном отставшем — хромом ребёнке, который сумел вернуться в город и рассказать о произошедшем. Именно этот вариант положил позднее в основу своей поэмы о Крысолове Роберт Браунинг.
Третий вариант рассказывает, что отставших было трое: слепой мальчик, заблудившийся в пути, ведший его глухой, который не мог слышать музыки и потому избежал колдовства, и, наконец, третий, выскочивший из дома полуодетым, который, устыдившись затем собственного вида, вернулся и потому остался жив.

## Город Гамельн
Гамельн располагается на берегу реки Везер в Нижней Саксонии и в настоящее время является столицей района Хамельн-Пирмонт.
Гамельн разбогател на торговле хлебом, который выращивали на окрестных полях; это получило отражение даже в древнейшем городском гербе, на котором изображены были мельничные жернова. С 1277 года, то есть за семь лет до времени, указываемого легендой, он стал вольным городом.
Полагают, что именно зависть соседей к богатому купеческому Гамельну во многом обусловила изменение первоначальной легенды, так что в неё был добавлен мотив обмана, которому подвергся герой со стороны местных старшин.

## Исторические свидетельства

### XIV век
Самое раннее упоминание о Крысолове, как полагают, восходит к витражу церкви на Рыночной площади (Маркткирхе) в Гамельне, выполненному около 1300 года. Сам витраж был уничтожен около 1660 года, но остались его описание, сделанное в XIV-XVII веках, а также рисунок, выполненный путешественником — бароном Августином фон Мёрспергом. Если верить ему, на стекле был изображён пёстрый дудочник и вокруг него дети в белых платьях.
Современная реконструкция выполнена в 1984 году Гансом Доббертином.
Около 1375 года в хронике города Гамельна кратко было отмечено:
В 1284 году в день Иоанна и Павла, что было в 26-й день месяца июня, одетый в пёструю одежду флейтист вывел из города сто и тридцать рождённых в Гамельне детей на Коппен близ Кальварии, где они и пропали.
В той же хронике, в записи о 1384 годе, американская исследовательница Шейла Харти обнаружила краткую запись: «Сто лет тому назад пропали наши дети».
Отмечается также, что для гамельнцев эта дата — 26 июня, «от ухода детей наших» была началом отсчёта времени.
Существуют также сведения, будто у декана местной церкви Иоганна фон Люде (ок. 1384) сохранился молитвенник, на обложке которого его бабушка (или, по другим сведениям, мать), своими глазами наблюдавшая увод детей, сделала краткую рифмованную запись о произошедшем на латинском языке. Молитвенник этот был утерян около конца XVII века.

### XV век
Около 1440—1450 годов в написанную на латинском языке Хронику княжества Люнебургского тот же текст вошёл в несколько обогащённом виде. Отрывок читается следующим образом:
Молодой человек тридцати лет, красивый и нарядный, так что все, видевшие его, любовались его ста́тью и одеждой, вошёл в город через мост и Везерские ворота. Тотчас же начал он повсюду в городе играть на серебряной флейте удивительных очертаний. И все дети, слышавшие эти звуки, числом около 130, последовали за ним <…> Они исчезли — так, что никто никогда не смог обнаружить ни одного из них.

### XVI век
В 1553 году бургомистр Бамберга, оказавшийся в Гамельне в качестве заложника, записал в своём дневнике легенду о флейтисте, который увёл детей и запер их навсегда в горе Коппенбург. Уходя, он якобы пообещал вернуться через триста лет и вновь забрать детей, так что его ждали к 1853 году.
В 1556 году появился более полный отчёт о произошедшем, изложенный Йобусом Финцелиусом в его книге «Чудесные знамения. Правдивые описания событий необыкновенных и чудесных»:
Нужно сообщить совершенно необыкновенное происшествие, свершившееся в городке Гамельне, в епархии Минденер, в лето Господне 1284, в день святых Иоанна и Павла. Некий молодец лет 30, прекрасно одетый, так что видевшие его любовались им, перешёл по мосту через Везер и вошёл в городские ворота. Он имел серебряную дудку странного вида и начал свистеть по всему городу. И все дети, услышав ту дудку, числом около 130, последовали за ним вон из города, ушли и исчезли, так что никто не смог впоследствии узнать, уцелел ли хоть один из них. Матери бродили от города к городу и не находили никого. Иногда слышались их голоса, и каждая мать узнавала голос своего ребёнка. Затем голоса звучали уже в Гамельне, после первой, второй и третьей годовщины ухода и исчезновения детей. Я прочитал об этом в старинной книге. И мать господина декана Иоганна фон Люде сама видела, как уводили детей.
Около 1559—1565 годов граф Фробен Кристоф фон Циммерн и его секретарь Иоганнес Мюллер привели в написанной ими Хронике графов фон Циммерн уже полную версию легенды, причём не называли точной даты события, ограничиваясь упоминанием, что оно произошло «несколько сотен лет назад» (нем. vor etlichen hundert Jarn).
Если верить этой хронике, флейтист был «бродячим школяром» (нем. fahrender Schuler), который обязался избавить город от крыс за несколько сотен гульденов (огромную сумму по тем временам). С помощью волшебной флейты он вывел зверьков из города и запер их навсегда в одной из ближайших гор. Когда же муниципалитет, ожидавший захватывающего зрелища, посчитал себя обманутым и отказался платить, он собрал вокруг себя детей, большая часть из которых «была моложе восьми или девяти лет», и так же уведя их за собой, запер внутри горы.

### XVII век
Ричард Роландс (настоящее имя — Рихард Вестерган, ок. 1548—1636), английский писатель голландского происхождения, в своей книге «Возрождение угасшего разума» (англ. A Restitution of Decayed Intelligence, Антверпен, 1605) кратко упоминает историю Крысолова, называя его (по всей вероятности, впервые) «пёстрым флейтистом из Гаммеля» (в орфографии того времени — the Pied Piper of Hammel). Повторяя версию, будто дети были уведены из города мстительным крысоловом, он, однако, заканчивает историю тем, что пройдя сквозь некую пещеру или туннель в горах, они оказались в Трансильвании, где и стали в дальнейшем жить. Другое дело, что вслед за фон Циммерном он приводит дату события 22 июля 1376 года, при том что никоим образом не мог пользоваться в качестве источника «Хроникой…», обнаруженной и впервые опубликованной в конце XVIII века.
Дальнейшую путаницу в хронологию события привнёс английский автор Роберт Бёртон, который в своём труде «Анатомия меланхолии» (1621) использует историю крысолова из Гамельна как пример происков дьявольских сил:
В Гаммеле, что в Саксонии, в год 1484, 20 июня, дьявол в обличье пёстрого флейтиста увёл из города 130 детей, которых больше никто не видел.
Источник его сведений также остаётся неизвестным.
В дальнейшем история была подхвачена Натаниэлем Уонли, который в своей книге «Чудеса малого мира» (1687) повторяет историю вслед за Роландсом, её же воспроизводит Уильям Рэмси в 1668 году:
…Стоит упомянуть также об удивительной истории, рассказанной Вестерганом, о пёстром флейтисте, каковой 22 июля 1376 года от Рождества Христова увлёк с собой прочь из города Гамеля, что в Саксонии, 160 детей. Вот пример чудесного попущения Божиего, и ярости дьявольской.

## Дом Крысолова
Дом Крысолова, представляющий собой старинное здание городской ратуши, расположен по адресу Остерштрассе, 28. Фасад выполнен в 1603 году гамельнским архитектором Иоганном Хундельтоссеном в стиле везерского ренессанса, однако старейшие части дома датируются XIII веком, и в последующем он неоднократно перестраивался. Дом получил своё название из-за того, что во время ремонта, проводившегося в XX столетии, была найдена знаменитая табличка с историей похищения детей крысоловом, которая затем была вызолочена и вновь прикреплена к фасаду так, что прохожие могут легко её прочесть.

## Параллели в других регионах
Немецкая исследовательница Эмма Бухайм обращает внимание на бытующую во Франции легенду о таинственном монахе, который освободил некий город от крыс, но обманутый магистратом, увёл за собой весь скот и всех домашних животных.
Ирландия также знает историю о волшебном музыканте, впрочем, не флейтисте, но волынщике, уведшем за собой молодёжь.
Иногда предполагается также, что крысы, пришедшие в легенду позднее, навеяны не только реальными обстоятельствами, так как в Средние века они действительно представляли собой бедствие для многих городов, хотя и не в столь драматической форме, как рассказывает легенда, но и древними германскими верованиями, будто души умерших переселяются именно в крыс и мышей, собирающихся на зов бога Смерти. В виде последнего, при такой интерпретации, представляется дудочник.
История о неизвестном, который появился ниоткуда и без каких-либо объяснений увёл за собой городских детей, есть и в Бранденбурге. Единственное отличие состоит в том, что колдун играл на органиструме и, выманив свои жертвы, навсегда скрылся с ними в горе Мариенберг.
В городе Нойштадт-Эберсвальде также бытовала легенда о колдуне-крысолове, избавившем от нашествия грызунов городскую мельницу. Если верить рассказу, он спрятал внутри «нечто» и такое же «нечто» положил в одному ему известном месте. Околдованные крысы немедленно покинули прежние жилища и ушли из города навсегда. Эта легенда, впрочем, заканчивается мирно — колдун получил свою плату и также исчез из города навсегда.
Известна история о том, как поля в окрестностях города Лорха подверглись нашествию муравьёв. Епископ Вормса организовал шествие и молился об избавлении от них. Когда процессия достигла озера Лорха, ей навстречу вышел отшельник и предложил избавить от муравьёв и попросил за это возвести часовню, потратив на неё 100 гульденов. Получив согласие, он достал свирель и заиграл на ней. Насекомые сползлись к нему, он повёл их к воде, куда погрузился и сам. Затем он потребовал вознаграждения, но ему отказали. Тогда он опять заиграл на своём инструменте, к нему сбежались все свиньи в округе, он повёл их к озеру и скрылся в воде вместе с ними.
На острове Умманце (Германия) есть свой рассказ о крысолове, с помощью колдовства утопившем в море всех местных крыс и мышей. Место, где это случилось, с того времени получило название Rott, и земля, взятая оттуда, якобы, долгое время служила надёжным средством против грызунов.
В Корнойбурге вблизи Вены (Австрия) есть собственный вариант истории о Крысолове. Действие в этом случае разворачивается в 1646 году, в разгар Тридцатилетней войны, когда разорённый шведами город кишел крысами и мышами. Флейтист в костюме охотника также вызвался избавить город от беды. В отличие от гамельнского, этот персонаж имел имя — Ганс Мышиная Нора, и, по его собственным словам, был родом из Магдаленагрунд (Вена), где исполнял должность городского крысолова. Обманутый магистратом, отказавшимся платить на основании того, что не желал иметь дела с «безродным бродягой», Ганс, играя на дудочке, выманил из города детей и отвёл их к Дунаю, где на пристани ожидал их корабль, готовый к отплытию. Впрочем, в этот раз дети не исчезли никуда, но прямиком отправились на невольничьи рынки Константинополя. Считается, что до недавнего времени в память об этом в Корнойбурге на улице Pfarrgässchenstraße находился мраморный барельеф, изображавший крысу, поднявшуюся на задние лапы, в окружении затейливой готической надписи, повествовавшей о случившемся, и обозначения года, с течением времени совершенно стёршегося, так что различить стало возможно лишь IV римскими цифрами. По местной традиции, пастухи отказались от употребления рожков для сбора стад, но вместо этого щёлкали кнутом.
Существует предположение, что речь в этом случае идёт о военном наборе, который производил некий горнист или дудочник, причём никто из рекрутов не смог вернуться домой.
Легенда, весьма схожая с историей Гамельнского крысолова, бытует также в городе Ньютоне на английском острове Уайт. Здесь, пытаясь избавиться от нашествия крыс, обнаглевших настолько, что мало кто из городских детей смог избегнуть укусов, магистрат нанял в помощь «странного типа в костюме всех цветов радуги», представившегося как Пёстрый флейтист. Крысолов, договорившись, что плата за его услуги составит 50 фунтов стерлингов — то есть внушительную сумму, благополучно выманил из города и утопил в море крыс и мышей, но, обманутый магистратом, начал наигрывать на дудочке иную мелодию. Тогда же к нему сбежались все городские дети, и в их сопровождении крысолов навсегда исчез в дубовом лесу.
В горах Гарца однажды появился музыкант с волынкой: каждый раз, когда он начинал играть, умирала какая-то девушка. Таким образом он погубил 50 девушек и исчез с их душами.
Похожая история существует в Абиссинии — в поверьях фигурируют злые демоны по имени Хаджиуи Маджуи, которые играют на дудках. Они разъезжают верхом на козлах по деревням и при помощи своей музыки, которой невозможно сопротивляться, уводят детей, чтобы их убить.

### Мифические истоки
Как полагает немецкая исследовательница Эмма Бухайм, в основе своей, легенды о крысолове восходят ещё к языческим повериям о гномах и эльфах, имевших пристрастие к похищению детей и ярким костюмам, которые специально надевались, чтобы привлечь детское внимание.
Исследователь мифологии Сабин Баринг-Гоулд указывает, что в германской мифологии душа имеет сходство с мышью. Кроме того, известны случаи, когда смерть человека объяснялась тем, что неподалёку играла какая-то музыка, и душа покидала тело, когда музыка затихала (по его мнению, такое суеверие связано с трактовкой ранними христианами Иисуса как Орфея). Пение эльфов, предвещающее смерть, немцы называют «песней духов» и «хороводом эльфов» и предупреждают детей не слушать их и не верить их обещаниям, а то «их заберёт фрау Холле» (древняя богиня Хольда). В скандинавских балладах описано, как юношей завлекают сладкие напевы эльфийских дев. Эта музыка называется ellfr-lek, на исландском языке liuflíngslag, на норвежском — Huldreslát. Исследователь указывает на параллели этих северных мифов с историей о волшебном пении сирен, обольщавшем Одиссея. Кроме того, для понимания сложения истории о крысолове надо учитывать, что душа, связанная с дыханием, также живёт в завываниях ветра (ср. Дикая охота); души умерших на тот свет водил в греческой мифологии Гермес Психопомп (связанный с ветром: летящий плащ, крылатые сандалии), в египетской — бог Тот, в индийской — Сарама. Бог-музыкант Аполлон имел эпитет Сминфей («истребитель полевых мышей»), потому что он избавил Фригию от нашествия. Орфей своими мелодиями заставлял зверей собираться вокруг себя. Санскритская легенда о поэте Гунадхье рассказывает о том, как он своими притчами собрал в лесу множество животных. В финской мифологии волшебного музыканта зовут Вяйнямёйнен, а в скандинавской мифологии пением рун прославился бог Один. Следы мифа об Одине прослеживаются в древнем немецком героическом эпосе «Кудруна», где власть подчинять музыкой животных приписывается Хоранту (норвеж. Хьярранди).
Существуют аналоги истории о музыкальном инструменте, который заставляет всех танцевать, пока звучит музыка (валашская сказка о волынке, данной Богом; новогреческая сказка о Бакале и его дудочке; исландская сага об арфе Сигурда и убитого из-за неё Боси; рог Оберона из средневекового романа «Гюон Бордосский»; испанская сказка о фанданго; ирландская сказка о слепом музыканте Морисе Конноре и его волшебной дудочке, заставившей танцевать рыб; легенда гватемальского народа киче из книги «Пополь-Вух»), а также, наоборот, об инструменте, заставляющем засыпать (гусли в славянских сказках; волшебная арфа Джека, поднимавшегося по бобовому стеблю).

## Попытки объяснения
Легенды такого типа достаточно распространены как в Европе, так и на Ближнем Востоке. Другое дело, что легенда о крысолове — единственная, где с точностью называется дата события — 26 июня 1284 года. В источниках XVII века она, впрочем, сменилась другой: 22 июля 1376 года, но всё же столь точное хронологическое утверждение позволяет предполагать, что за легендой стояли некие реальные события. Среди исследователей нет единства, о чём именно может идти речь, но основные предположения выглядят так:

### Крестовый поход детей
Под именем детского крестового похода принято обозначать религиозное движение, в 1212 году охватившее одновременно Францию и Германию. В последней во главе крестоносного войска встал некий мальчик по имени Николай, как полагают, подученный своим отцом и неким работорговцем, который «вместе с другими обманщиками и преступниками кончил, как говорят, виселицей».
Убеждение Николая, как и его французского соратника — пастушка Этьена, состояло в том, что Христос не желает, чтобы Иерусалим освободили взрослые, отягчённые грехами, но позволит это сделать невинным детям, причём мирным путём. Николай появлялся со станком, на котором был укреплён крест в форме греческой буквы «тау» (Τ), объявляя, что по его слову Бог совершит чудо и море расступится, как ранее перед Моисеем, детское же воинство бескровно утвердит своё господство в Иерусалиме.
Николай сумел собрать под свои знамёна около 20 тысяч детей, молодёжи и простолюдинов и повести их в поход вопреки противодействию властей. Впрочем, лишь несколько тысяч из них сумели добраться до Бриндизи, где из-за энергичного противодействия местного епископа вынуждены были повернуть назад. Большая часть крестоносной армии погибла в пути.
Сторонники этой версии предполагают, что некий монах-проповедник сумел увлечь гамельнских детей, уговорив их примкнуть к армии Николая.
Однако принять эту теорию мешает то, что между детским крестовым походом и исчезновением гамельнских детей, как это событие описывают хроники, прошло 72 года, при том что память о крестовом походе продолжала существовать совершенно отдельно от гамельнской легенды. Противоречит предположению о монахе также мотив пёстрой одежды, известный уже в самых ранних версиях легенды.

### Битва при Зедемунде
Ещё одним «милитаристским» объяснением легенды следует полагать попытку возвести её к битве при Зедемунде (1259), когда гамельнское ополчение вышло на бой против армии епископа Минденского в попытке с помощью военной силы закрепить за собой спорное земельное владение. Гамельнцы в этой битве проиграли, причём предполагается, что на поле боя остались около 30 погибших, пленные были уведены прочь «через горы» — что совпадает с легендой, и в дальнейшем вернулись домой через Трансильванию.
Однако битва при Зедемунде зафиксирована во многих хрониках, произошла она раньше зафиксированной в гамельнской хронике истории о крысолове, количество погибших не совпадает с названным в хронике, и трудно поверить, будто в одном и том же городе в течение такого небольшого промежутка времени сумели перепутать два разных события.

### Чёрная смерть
Как полагают, впервые чума пришла в Европу вместе с торговыми караванами, двигавшимися из Китая по Великому шёлковому пути, в начале XIV века. В 1347—1348 годах она превратилась в пандемию, от которой погибло до трети тогдашнего населения, от чумы вымирали целые деревни. Пришедшая с Востока эпидемия, как полагают, началась в Кафе, осаждённой войсками ордынского хана Джанибека, откуда распространилась по всей Европе, по другим сведениям — в Италии, бывшей в то время центром торговли между Европой и странами Востока. Болезнь распространяли чёрные крысы, во множестве проникавшие в города из корабельных трюмов, в дальнейшем болезнь уже распространялась от человека к человеку при контакте с заболевшим или его вещами.
В Германию чума пришла осенью 1349 года, причинив страшные опустошения.
Предполагают[кто?], что именно гибель огромного количества молодёжи и детей стала основой легенды о пёстром дудочнике — то есть демоне смерти, уведшем их за собой. Сторонники этой версии указывают на возникший в Средние века символизм Пляски смерти (нем. Totentanz), причём изображающий смерть скелет иногда обряжался в разноцветные лохмотья или пёстрые одежды (подобные рисунки известны, в частности, по немецким манускриптам того времени).
Были также попытки увидеть в «пёстром одеянии» флейтиста, о котором упоминают даже самые ранние варианты легенды, чёрные и синие пятна, которые появляются на теле больного бубонной чумой. В книгах, посвящённых мистериям смерти, часто изображались менестрели и дудочники, аккомпанирующие безудержной пляске, иногда сама Смерть принимала вид трубадура, музыканта.
Полагают, что именно жестокая эпидемия, ставшая причиной гибели большого количества детей и подростков в средневековом Гамельне, могла в народном сознании превратиться в легенду о таинственном дудочнике, уводящем с собой танцующих детей в царство смерти, «за гряду холмов» (нем. Coppen), откуда никто из них уже не смог вернуться назад.
Однако и эта версия, кажущаяся убедительной, приходит в противоречие с легендой, так как описанные в хронике события произошли более чем за полвека до эпидемии Чёрной смерти, в то время как в конце XIII века крупных эпидемий не зафиксировано.

### Горный оползень
Интересную теорию выдвинула в 1961 году немецкая исследовательница Вальтраут Вёллер. Обратив внимание на то, что по легенде несчастье случилось в день Св. Иоанна и Павла, в то время как в день летнего солнцестояния, 21 июня, по древней традиции, восходящей ещё к языческим временам, в средневековых немецких городах или их окрестностях было принято устраивать танцы и игрища.
Опираясь на предание о двух мальчиках, отставших от общего шествия и видевших, как открылась гора и дети в неё зашли, исследовательница предположила, что место гибели детей должно было быть расположено достаточно далеко от города и представлять собой некий природный «капкан» — болото или ущелье, известное частыми оползнями.
Такая местность действительно нашлась в 15 км от города, неподалёку от современного посёлка Коппенбрюгге (в древности — Коппенбург, по имени замка, построенного здесь в 1303 году). Путь к Коппенбургу лежит мимо горы Кальвариенберг, о которой упоминают описывающие данное событие хроники. И здесь же рядом с посёлком располагается местность, издавна известная под именем Чёртова дыра — болотистая котловина, путь к которой лежит через узкое горное ущелье.
Исследовательница предположила, что дети направлялись на праздник, причём вести их действительно мог флейтист или шпильман в пёстром костюме по моде того времени, и здесь, в Чёртовой дыре, шествие было накрыто внезапным оползнем или попало в трясину, причём никто из детей не спасся, за исключением двух, отставших от остальных.
В доказательство своей теории Вальтраут Вёллер приводит местные предания о гибели неких людей в Чёртовой дыре, предполагая также, что тела погибших в болоте должны были мумифицироваться и тем самым сохраниться до наших дней.
Однако иных подтверждений пока не найдено; обращает на себя внимание также расхождение в датах — 1284 год (в городской летописи) и 1303 год — основание замка Коппенбург, и разница в дате с той, что приводится в легенде (исчезновение детей — 26 июня, день летнего солнцестояния — 21 июня). Вёллер, попытавшаяся получить от правительства ФРГ субсидию на раскопки в Чёртовой дыре, получила отказ.

### Эмиграция
Теория, пользующаяся на 2010 год наибольшей поддержкой, состоит в том, что легенда о крысолове отразила в себе историю немецкого движения на Восток, обусловленного перенаселением и действовавшим в Средние века законом майората, при котором наследство отца полностью переходило старшему сыну, в то время как младшим предлагалось самим устраивать свою судьбу. Действительно, в Трансильвании, Саксонии и т. д. есть определённое количество местечек, чьи имена лингвистически связаны с Гамельном (ср. Квергамельн (нем. Querhameln) в Нижней Саксонии). Подобный взгляд на легенду предполагает, что флейтист был на самом деле вербовщиком, задача которого состояла в том, чтобы уговорить юношей, девушек, а также молодые семьи с детьми переселиться в ещё необжитые регионы. Основой подобного взгляда служит то, что в немецком языке слово Kinder может обозначать не только «детей», то есть малышей, но и при поэтическом употреблении — уроженцев некоей местности (ср. «мы дети твои, Россия»).
В этом случае полагается, что инициатором переселения выступил местный знатный сеньор Николас фон Шпигельберг, он же якобы повёл колонну переселенцев к морю.
Журналист С. Макеев уверяет, что нашёл свидетельства тому — рисунок путешественника, барона Августина фон Мёрсперга, скопировавшего витраж гамельнской церкви, на котором на дальнем плане, рядом с фигурами дудочника и детей изображены три оленя. Эти же три оленя имелись и на гербе фон Шпигельбергов. С. Макеев утверждает также, что ему удалось отыскать некую хронику, где якобы упоминается об отъезде переселенцев в количестве 130 человек из Гамельна в июне 1284 года в Кольберг, где они погрузились на корабль, и гибели их во время шторма 26 июня 1284 года. Своего источника журналист не называет, потому проверить эти сведения не представляется возможным.
О том же говорят в своём исследовании новозеландский писатель Морис Шедболт и немецкий криптолог Ганс Доббертин, полагающие реальной основой легенды эмиграцию в восточные земли. Они также полагают, что в роли загадочного дудочника выступил немецкий колонизатор граф Николас фон Шпигельберг, уговоривший недовольных жизнью безработных подростков попытать счастья в восточных землях. Доббертин уверен, что Шпигельберг с детьми отправились на северо-восток на корабле, который затонул, унеся с собой всех бывших на борту, недалеко от польской деревушки Копань. А бросавшийся в глаза наряд крысолова весьма похож на одежды, которые носила знать уровня Шпигельберга. Что касается избавления города от крыс, то Шедболт настаивает на том, что это очевидный пример реагирования крыс на высокочастотный звук, издаваемый оловянными дудочками, повсеместно используемыми ловцами крыс.
Ещё одна версия той же гипотезы, опубликованная в газете Saturday Evening Post, предполагает инициатором переселения епископа Оломоуцкого Бруно фон Шаубурга, чьим агентом собственно и выступал пёстрый флейтист. Задача состояла в том, чтобы найти достаточно эмигрантов, желающих переселиться в Моравию (нынешняя Чехия). Епископ же, в свою очередь, исполнял приказ богемского короля Оттокара II.
Американская исследовательница Шейла Харти, в свою очередь, выдвигает гипотезу о том, что легенда о пёстром флейтисте служит на самом деле эвфемизмом малопочтенной сделки — по её мнению, речь идёт о продаже в рабство некоему вербовщику из прибалтийских земель большой партии незаконнорождённых, сирот или нищих, не имевших возможности защитить себя. Действительно, подобная практика была достаточно распространена в названное время, а сам факт того, что легенда лишь отрывочно и глухо упоминается в городской хронике, по мнению исследовательницы, свидетельствует о её незаконном характере.
Вольфганг Мидер, в свою очередь, обращает внимание на то, что существуют документы той эпохи, свидетельствующие о заселении Трансильвании саксонцами, в том числе жителями Гамельна, причём переселение осуществлялось именно в то время, о котором рассказывает легенда, и было вызвано необходимостью вновь заселить Трансильванию, опустошённую монгольским нашествием.
Крысы, как полагают защитники эмиграционной теории, были добавлены в легенду позднее под влиянием факта, что в средневековых городах они действительно представляли собой большую проблему, причём для борьбы с грызунами иногда нанимались профессиональные крысоловы.
Урсула Сауттер со ссылкой на Юргена Удольфа выдвигает гипотезу о том, что легенда о флейтисте исторически связана с германской колонизацией прибалтийских земель, широко развернувшейся после поражения датчан при Борнховеде (1227). В это время епископы и герцоги Померании, Бранденбурга, Укермарка, и Пригница, заинтересованные в распространении на эти земли, в то время принадлежавшие славянам, германского влияния, направляли в города многочисленных вербовщиков, призванных сулить награды всем, кто пожелает переселиться туда. Призыв не остался без ответа, и тысячи колонистов из Нижней Саксонии и Вестфалии устремились на Восток. Память о переселении хранят 12 деревень с характерными вестфальскими именами, вытянувшихся по прямой по направлению к Померании (пять из них носят имя Гинденбург, три — Шпигельберг и три — Беверинген). Последнее представляется особенно важным, если вспомнить, что к югу от Гамельна расположено местечко Беверунген.
Дик Истмен, также опираясь на исследования Удольфа, обращает внимание на то, что в польских землях до сих пор живёт множество людей с типично саксонскими фамилиями. Пёстрый флейтист был, по его мнению, всего лишь ярко одетым вербовщиком, у которого, как у всех людей его профессии, имелся хорошо подвешенный язык. Поражение датчан в 1227 году положило конец их гегемонии в Восточной Европе, и, таким образом, для немцев открылся путь в Померанию и Прибалтику. Особенно велико было количество переселенцев во второй половине XIII века, что в достаточной мере согласуется с легендой. Истмен также обращает внимание, что в современной Польше можно найти людей с фамилиями Гамель, Гамлер и Гамелников, что прямо отсылает нас к имени их прежней родины.
Впрочем, несмотря на внешнюю убедительность, эмиграционная теория не лишена изъянов. Отмечается, что существовавшая в городах в то время цеховая организация препятствовала исходу молодёжи. Нет также никаких доказательств, что именно она легла в основу легенды. Непонятен и механизм, способный преобразовать столь ясное и недвусмысленное событие, как эмиграция, в мистическую легенду о флейтисте.

### Хореомания
Неизвестного происхождения танцевальная эпидемия охватила Европу вскоре после окончания эпидемии Чёрной смерти. Сотни людей были охвачены исступлённой пляской, причём их ряды постоянно пополнялись. Толпы одержимых пляской Св. Иоанна, или Св. Вита, как её называют документы того времени, срывались с места, переходя из города в город, и, бывало, день напролёт кричали и прыгали до полного изнеможения, затем падали на землю и засыпали прямо на месте, чтобы, проснувшись, вернуться к нормальной жизни.
Большая бельгийская хроника (Magnum Chronicum Belgium, запись за 1374 год) свидетельствует:
В этом году в Ахен прибыли толпы диковинных людей и отсюда двинулись на Францию. Существа обоего пола, вдохновлённые дьяволом, рука об руку танцевали на улицах, в домах, в церквах, прыгая и крича безо всякого стыда. Изнемогши от танцев, они жаловались на боль в груди и, утираясь платками, причитали, что лучше умереть. Наконец, в Люттихе им удалось избавиться от заразы благодаря молитвам и благословениям.
Хореомания свирепствовала в Европе в XIV—XV веках, затем исчезла окончательно, чтобы никогда уже не повториться. Механизм возникновения этого заболевания остался неизвестным, впрочем, предполагается, что подобным образом выплеснулись потрясение и ужас, вызванные эпидемией Чёрной смерти.
Но если в позднейшее время хореомания охватила почти всю Западную Европу, локальные вспышки наблюдались и ранее. Так, в 1237 году в Эрфурте около сотни детей по непонятной причине оказались одержимы безумной пляской, после чего, крича и прыгая, отправились вон из города по дороге в Армштадт и, добравшись туда, рухнули в изнеможении, погрузившись в сон. Родители сумели их разыскать и вернуть домой, однако никто из одержимых так окончательно и не смог прийти в себя, многие из них умерли, у других до конца жизни остались тремор и судорожные подёргивания конечностей.
Несколькими десятилетиями позднее, 17 июня 1278 года около сотни человек, поражённых той же болезнью, принялись плясать и прыгать на Мозельском мосту в Утрехте, вследствие чего мост обрушился, и все они утонули в реке. Последующая легенда приписала эту катастрофу тому, что мимо прошёл пастор, нёсший Святые Дары, которые предназначались некоему тяжелобольному. Дьявольские чары при том немедленно развеялись, и мост рухнул в реку, увлекая за собой одержимых.
Средневековое сознание, приписывавшее любое нервное расстройство чарам ведьм или самого дьявола, легко могло трансформировать нечто подобное в легенду о Крысолове, причём на реальную основу позднее наложился известный фольклорный мотив о дьявольской музыке, противиться которой не могут ни люди, ни животные.
Эта теория представляется[кому?] убедительной, однако подтверждений ей пока не найдено.

## Маргинальные и неподтверждённые теории

### Дьявольское наваждение
Как обычно бывает, подлинные события с течением времени многократно переосмысливались и приукрашались. Полагается, что в XVI—XVII веках, когда легенда и была записана, её воспринимали уже как притчу о дьявольском наваждении. По этой версии нечистый, приняв облик крысолова, вывел прочь из города детей, но, если верить версии братьев Гримм, записавших этот вариант легенды, не сумел их погубить. Пройдя через горы, дети основали некий город в Трансильвании, где и стали жить.

### Маньяк-педофил
Теория выдвинута Уильямом Манчестером в его книге «Мир, освещённый лишь огнём» (1992—1993). По предположению этого автора, крысолов был на самом деле помешанным педофилом, который сумел выманить из города 130 детей и затем «использовать их для извращённых удовольствий». Манчестер предполагает, что часть детей затем бесследно исчезла, других же нашли искалеченными или «подвешенными на деревьях». Никаких доказательств тому автор не приводит. Теория интереса к себе не вызвала.

### Эрготизм
Эрготизмом называется отравление спорыньёй, грибом, паразитирующим на ржаных колосьях и содержащим алкалоид, подобный ЛСД. Действительно, эрготизм был весьма распространён в Средние века, особенно среди городской и сельской бедноты, питавшейся ржаным хлебом и вынужденной, в особенности в голодные годы, молоть в муку зерно вместе с выросшим на нём паразитом. Потребление в пищу спорыньи среди прочего вызывает подавленное состояние, галлюцинации, страх.
На этом основании была выдвинута теория, будто «месть крысолова» была на самом деле результатом массового психоза, когда один человек увлекает за собой остальных, и потерявшая рассудок и вместе с ним чувство самосохранения толпа вполне способна попасть в опасную или гибельную ситуацию.

### Цыганская теория
Предполагается, что детей увлекли за собой пёстро одетые цыгане, с песнями и плясками сумевшие увести их прочь от города. Впрочем, эта точка зрения не имеет большого количества приверженцев.

### НЛО
Ещё одна весьма экзотическая теория, распространяемая в источниках соответствующей степени надёжности, состоит в том, что пёстрый дудочник был НЛОнавтом, который по неизвестной причине заинтересовался гамельнскими детьми. Теория является чисто умозрительной и подтверждений не имеет.

## Память о крысолове в современном Гамельне
Современный Гамельн — «город Крысолова» — хранит память о древней легенде. В первую очередь стоит упомянуть о Bungelosenstraße («Улица, где запрещено бить в барабан», «Улица Молчания»), на которой по сию пору законодательно запрещено исполнять любую музыку, танцевать и веселиться. Согласно легенде, Крысолов вёл заколдованных детей прочь из города именно по этой улице, и траур о погибших сохраняется до сих пор. Запрещение распространяется также на свадебные кортежи, которые по этой причине стараются обходить Бунгелозенштрассе стороной.
Для туристов в Гамельне организованы экскурсии под предводительством Крысолова.
Знаменитый Дом Крысолова (Остерштрассе, 28), выходящий фасадом на Бунгелозенштрассе, на 2010 год является гостиницей и рестораном, принадлежащими семье Фрике. Помещения ресторана, расположенные на нескольких этажах, носят экзотические названия «Комната Флейтиста», «Гамельнская комната» и, наконец, «Крысиная нора». Здесь находится также вырезанная из дерева скульптурная группа, изображающая Крысолова и детей. В меню ресторана входят блюда с экстравагантными названиями, например, фламбе «Крысиные хвосты», «Шнапс истребителя крыс» и полный «Обед флейтиста». Можно попробовать также и специально выпеченные булочки-мышки.
Город украшают многочисленные скульптуры крыс, часто разрисованные узорами или цветочками. По местному законодательству, любой горожанин имеет право за собственные деньги выкупить 1 метр городской земли и, украсив его очередной крысиной статуей, разрисовать её по собственному вкусу.
На местном вокзале есть панно с изображением Крысолова. Указатели к центру города от вокзала выполнены в форме крысиных силуэтов.
Той же теме посвящён «Фонтан Крысолова» с чугунными изображениями флейтиста и детей, созданный по проекту архитектора Карла-Ульриха Нусса в 1972 году. Фонтан располагается возле городской ратуши. О том же напоминает восстановленный витраж в церкви на рыночной площади — Маркткирхе. Ещё один фонтан с тем же мотивом, подаренный городу в 2001 году издательством C. W. Niemeyer, располагается на Остерштрассе, неподалёку от Дома Крысолова.
В механических часах на местном Дворце бракосочетания три раза в день (в 13:05, 15:35 и 17:35) разыгрывается небольшой спектакль — флейтист, появившись из открывшихся дверок, уводит за собой крыс, затем толпу детей. Те же часы в 9:35 утра исполняют «Песню Крысолова» и в 11:35 — «Песню реки Везер». Свой современный вид часы приобрели в 1964 году, фигурки выполнены Вальтером Фолландом по эскизам брауншвейгского профессора Гарри Зигеля. Впрочем, в отличие от древней легенды, всё заканчивается хорошо, Крысолов получает деньги, и дети возвращаются домой.
Лайстхаус (нем. Leisthaus), то есть дом Лайста, выстроенный в стиле везерского ренессанса архитектором Кордом Тёнисом, принадлежал когда-то зажиточному купцу Герду Лайсту. В настоящее время в нём располагается Музей города, где одна из экспозиций посвящена истории Крысолова.
Rattenkrug — «Крысиная таверна» — каменное здание, датируемое XIII веком, было перестроено и снабжено каменным фасадом в 1568 году Кордом Тёнисом в стиле везерского ренессанса. Изначально Раттенкруг был домом купца Иоганна Райка, ныне ресторан, один из старейших в городе, где посетителю предлагают баварское пиво и блюда традиционной кухни.
Дворец Крысолова — Rattenfänger-Hall — представляет собой здание современной постройки, где проходят спортивные состязания, фестивали и выставки.
В городском саду Bürgergarten присутствует барельеф, изготовленный профессором Иле в 1961 году, также посвящённый истории Крысолова.
С 1956 года и по нынешнее время с начала мая по начало сентября на террасе Дворца бракосочетаний каждое воскресенье разыгрывается пьеса о Крысолове, поставленная на основе сказки братьев Гримм. В спектакле заняты около 80 актёров — взрослых и детей. Последние, кроме самих себя, изображают крыс, причём для них шьются специальные серые или коричневые мохнатые комбинезончики с крысиными масками.
Юмористическую интерпретацию старой легенды даёт мюзикл «Крысы» на музыку Найджела Хесса и слова Джереми Брауна, исполняемый в центре Старого Города. Вход для всех желающих свободный.
И наконец, 26 июня 2009 года в ознаменование 725-летия событий, о которых рассказывает легенда, в городе состоялся Фестиваль Крысолова. Среди прочего, он сам вновь вывел детей из города по улице Бунгелозенштрассе и далее, вплоть до горы Коппен, по маршруту, указанному легендой.

## Гамельнский крысолов как имя нарицательное
- «Гамельнский Крысолов» — эти слова стали нарицательными в отношении людей злобных, жестоко мстящих за любую несправедливость по отношению к себе.
- «Дудка Крысолова» — так называют лживые обещания, увлекающие на погибель[48].

## В политике
Политизация старой легенды началась уже в XIX веке, когда Крысоловом именовали Наполеона, затем — Гитлера и коммунистических лидеров. Крысолов превратился в героя карикатур; так, в Германской Демократической Республике распространено было изображение нациста, ностальгирующего о прошлом, в виде Пёстрого Флейтиста, увлекающего за собой толпу серых личностей. В Федеративной Республике Германии, соответственно, образ Крысолова принимал коммунист, из дудочки которого выпархивали белые голубки Пикассо.

## В культуре

### В фольклоре
В 1805 году в Гейдельберге появился первый том издания «Волшебный рог мальчика» (нем. Des Knaben Wunderhorn), сборника народной немецкой поэзии, собранной усилиями двух поэтов-романтиков — Людвига Иоахима фон Арнима и Клеменса Брентано. Второй и третий тома вышли из печати во Франкфурте в 1808 году. Среди более чем 700 народных песен и сказаний — любовных, религиозных, нравоучительных и т. д. — нашлось место и для баллады «Крысолов из Гамельна». На русский язык её перевёл в 1971 году Лев Гинзбург:
Кто там в плаще явился пёстром,

Сверля прохожих взглядом острым,

На чёрной дудочке свистя?..

Господь, спаси моё дитя!
Народная баллада построена в форме нравоучительной истории об алчности, которая и явилась в конечном счёте причиной гибели гамельнских детей в реке Везер. Современные исследователи полагают, что этот мотив родился позднее, вместе с присоединением к исходной легенде истории о крысах. Причиной его появления называют зависть, которую вызывал у соседей процветающий купеческий Гамельн.
Всем эту быль запомнить надо,

Чтоб уберечь детей от яда.

Людская жадность — вот он, яд,

Сгубивший гамельнских ребят.

### В авторском творчестве

#### В литературе XIX века
- Иоганн Вольфганг Гёте, в 1802 году прочитав балладу в готовящемся к изданию сборнике, заметил: «Смахивает на уличную песню, однако не лишена изящества». Однако уличная песня привлекла его внимание, и Гёте написал на её основе собственную балладу с тем же названием «Крысолов» (Der Rattenfänger). Впрочем, сюжет её несколько отличается от оригинала: Крысолов возвращается в город трижды — уводя за собой вначале крыс, затем «непослушных детей» и, наконец, девушек и женщин, которых очаровывает своей игрой на флейте[69].

Ещё раз мотив Крысолова появляется у Гёте в «Фаусте», где Мефистофель именует его «своим старым приятелем из Гамельна» (нем. Von Hameln auch mein alter Freund), здесь же самого Мефистофеля брат Маргариты Валентин называет «проклятым Крысоловом» и угрожает ему расправой.
- Брентано использовал мотив волшебной флейты, музыки, которой невозможно противостоять, в «Сказке о Рейне и мельнике Радлауфе»[10].
- В обработке Карла Зимрока сюжет о Крысолове принял вид, характерный для народной поэзии — бургомистр обещает за избавление от крыс руку своей дочери, но едва лишь дело сделано, отказывается от собственных слов, в то время как члены городской управы обвиняют флейтиста в связи с Сатаной. Он же, затаив злобу, возвращается в город и, уведя с собой детей, топит их в реке Везер[71].

- Генрих Гейне обратился к тому же сюжету в своей балладе «Бродячие крысы»[72].

- Вильгельм Раабе в 1863 году выпустил повесть «Гамельнские дети», где отошёл от сюжета легенды ещё дальше. В его интерпретации флейтиста Кицу едва не убивает из ревности его гамельнский друг; тот же, поклявшись отомстить, выманивает из города 130 сыновей местной знати[10].
- Почётный гражданин Гамельна Юлиус Вольф в 1876 году положил на стихи древнюю легенду, превратив её в поэму «Крысолов из Гамельна» (нем. Der Rattenfänger von Hameln: eine Aventiure)[73].

- Однако одной из самых известных обработок легенды стала сказка братьев Гримм «Крысолов из Гамельна», изданная в составе сборника «Немецких сказаний» (1816—1818). В основу её положен вариант сюжета, в котором дьявол-Крысолов не смог погубить детей и вывел их сквозь горы в далёкую местность, где с того времени им предстояло жить[74].

- В англоязычных странах легенда о Крысолове известна в первую очередь по стихотворному переложению Роберта Браунинга — «Флейтист из Гамельна». На русский язык поэму перевёл Самуил Маршак[75]:

Крысы

Различных мастей, волосаты и лысы,

Врывались в амбар, в кладовую, в чулан,

Копченья, соленья съедали до крошки,

Вскрывали бочонок и сыпались в чан,

В живых ни одной не оставили кошки,

У повара соус лакали из ложки,

Кусали младенцев за ручки и ножки,

Гнездились, презрев и сословье и сан,

На донышках праздничных шляп горожан,

Мешали болтать горожанкам речистым

И даже порой заглушали орган

   Неистовым писком,

   И визгом,

   И свистом.
- В историческом романе «Хроника царствования Карла IX» французского писателя Проспера Мериме в главе 1 «Рейтары» женщина по имени Мила рассказывает собравшимся в трактире эту легенду.

#### В литературе XX века
- Чешский политик и писатель Виктор Дык также заинтересовался сюжетом о Крысолове. Его короткая новелла «Krysař» превращает крысолова в мстителя за бездуховность, глупость и алчность. В интерпретации Дыка флейта увлекает прочь из города всех его жителей, которые затем погибают в горах. В живых остаётся лишь бедный рыбак и младенец, которого тот забирает с собой[76].

- Сельма Лагерлёф в своём произведении «Чудесное путешествие Нильса с дикими гусями» обыгрывает сюжет о крысолове. Мальчику Нильсу, главному герою книги, достаётся волшебная дудочка, с помощью которой он, подобно гамельнскому крысолову, выманивает крыс из замка[77].

- Бертольт Брехт в своей «Правдивой истории Крысолова из Гамельна» несколько изменяет финал легенды. В его интерпретации заблудившийся крысолов вместе с детьми возвращается в город и кончает жизнь на виселице[78].

- Марина Цветаева в 1925 году создала собственную версию приключений крысолова, истолковав их как «лирическую сатиру»[79]. Крысолов в её интерпретации приобретает черты диктатора, сладкими речами увлекающего за собой людей. На Западе это произведение было понято как сатира, направленная против коммунистических идеалов[5].

- Гийом Аполлинер переносит действие легенды во Францию, в маленький городок Сен-Мерри. «Музыкант из Сен-Мерри», чьё имя носит и стихотворение, уводит за собой женщин и девушек в пустой заброшенный дом. Бросившиеся за ними в погоню никого не находят внутри[80].

- Александр Грин в рассказе «Крысолов» превратил сюжет легенды в притчу о гибельной силе тоталитаризма. Герой, которому чудом удалось спастись, рассказывает о непобедимых крысах-оборотнях, которые научились принимать человеческий облик, подчиняя всех вокруг своей власти[81].

- Георгий Шенгели вначале назвал свою балладу «Гамельнский волынщик», затем, после знакомства с поэмой Цветаевой, переменил название на «Искусство» (1926). Он видит в крысолове спасителя, который уводит грызунов и детей из мира, «где им лучше не быть»[82]:

И крысы к нему подошли, раскрыв

Черные бусинки глаз,

И, встав на задние лапки, вдруг

Начали мерный пляс.
- Анджей Заневский в первых двух книгах своей «животной трилогии» «Крыса» и «Тень крысолова» предпочёл вести повествование от имени нескольких крыс из тех, что встретились с крысоловом[83].

- Невил Шют в романе «Крысолов» (1942) представляет под этим именем пожилого англичанина, который, рискуя жизнью, ведёт детей через оккупированную Францию к морю, чтобы затем попытаться переправить на Британские острова[84].

- Роберт Макклоски практически полностью повторяет сюжет в рассказе «Сентербергский мышелов» (1943), но концовка рассказа сводит всё к забавному бытовому происшествию в духе О’Генри. Дети добровольно уходят вслед за таинственным мышеловом, просто для того, чтобы поглядеть, как он будет выпускать тысячи мышей за городом[85].

- Эрик Рассел в рассказе «Крысиный ритм», опубликованном в 1950 году в составе сборника «Странные истории», трактует легенду о крысолове в стиле «страшной сказки»[86].

- Гамельнский крысолов или, по крайней мере, его флейта фигурирует в рассказе Фредерика Брауна и Карла Онспо «Eine Kleine Nachtmusik» (1965)[87].

- Братья Стругацкие упоминают гамельнского крысолова в повести «Гадкие лебеди» (1967), в которой фигурирует событие массового добровольного исхода детей из города в близлежащий лепрозорий, где в результате генетической мутации больные шагнули на более высокий уровень интеллектуального развития[88].

Также, в фантастическом романе Стругацких «Жук в муравейнике» (1979), рассказывается о планете, которую покинуло население, и о том, как оставшихся детей пытаются заманивать непонятные существа, похожие на людей и одетые в пёстрое.
- Своеобразное преломление сюжет легенды нашёл в стихотворении Л. Мартынова «Лукоморье» (1940; герой, играя на волшебной флейте, увлекает жителей города на поиски таинственного Лукоморья)[90] и в сказочной повести Ф. Кнорре «Капитан Крокус» (1967; герой спасает обречённых на смерть зверей и детей на речной барже)[91].

- Иосиф Бродский написал «Романс Крысолова», в котором обращался скорее к истории России и установившемуся в ней коммунистическому режиму:

Как он выглядит — брит или лыс,

Наплевать на прическу и вид.

Но счастливое пение крыс,

Как всегда, над Россией звенит!
- Андре Нортон. «Угрюмый дудочник» (Dark Piper), 1968. В др. изд. — «Темный трубач»
- Шел Сильверстайн в лирическом стихотворении «Оставшийся» (англ. The One Who Stayed), включённом в сборник «Там, где кончается тротуар» (1974), излагает историю с точки зрения мальчика, отставшего от прочих и потому сумевшего вернуться домой[92].

- Харлан Элиссон делает героем своей повести «Эмиссар из Гамельна» (1978) потомка Крысолова, который возвращается в город семьсот лет спустя, чтобы увести прочь взрослое население в наказание за жестокость и лживость его существования[93].

- В рассказе Стивена Кинга «Крауч-Энд» (англ. The Crouch End, 1980), а также в снятом позднее по нему фильме, упоминается о «Слепом Дудочнике», мифическом существе, которое заманивало к себе людей.
- Владимир Ланцберг написал на сюжет легенды о крысолове песню «Старая история» (1980), по словам автора — «попытка взглянуть на историю крысолова из Гаммельна немножко другими глазами, с другой стороны»[94]:

Но деньги — крысами куплен мир,

Ты прав, а они правей…

Да, дети!.. Знаешь, детей возьми:

Им нечего тут, поверь!
- Сондра Сайкс в рассказе «Цифертон» (1981) описывает электронную игру, в которой требовалось повторить последовательность звуков. Дети, игравшие и добивавшиеся успеха, постепенно отдалялись от родителей. Один из героев вспоминает стихотворение Роберта Браунинга о Крысолове: цвета, сопровождающие игру, звуки, складывающиеся в мелодию, и их воздействие на детей — все очень схоже с историей о гамельнском крысолове[95].

- Святослав Логинов использует сюжет в рассказе «Ганс Крысолов» (1988), но полностью меняет его интерпретацию. Крысолов в его рассказе — человек, который учит детей доброте, но из-за обвинения в колдовстве вынужден бежать из Гамельна, и полюбившие его дети уходят вместе с ним[96].

- Дэвид Ли Стоун в пародии на исходную легенду «Крысостофическая катастрофа» (1990) превращает Крысолова в полупомешанного мальчишку по имени Дик, уводящего из города детей, так как это повелел ему сделать звучавший в галлюцинациях «голос»[97].

- Вольфганг Хольбайн в повести «Тринадцать» (нем. Dreizehn, 1995) видит в Крысолове приспешника дьявола и антагониста главного героя[98].
- Марина и Сергей Дяченко используют сюжет легенды и главного героя — Крысолова, как некоего существа нечеловеческой природы, в повести Горелая Башня (1998). Этот же главный герой эпизизодически появляется в более позднем романе Алена и Аспирин (2006), одним из главных героев, похоже, является один из детей, некогда уведенных Крысоловом.
- Джанни Родари переработал легенду о крысолове и превратил её в шуточную сказку из серии «Сказки, у которых три конца». В его интерпретации вместо крысолова речь идёт о простом дудочнике, который пытался избавить город от огромного количества автомобилей (из-за машин прохожие не могли нормально ходить по улицам и чуть не оглохли от шума). Существуют три альтернативные концовки.

- Дудочник утопил все машины в реке, разрушив мост, по которому они ехали. По иронии судьбы, первой оказалась машина городского головы, с которым разговаривал дудочник. Разъярённая толпа пытается устроить расправу над дудочником, но он успевает сбежать в лес.
- Дудочник опять же утопил все автомобили (в этот раз машина городского головы тонет последней). Разъярённые жители требуют от дудочника вернуть им автомобили, и в этот раз он поддаётся их требованиям. Машины возвращаются в город, а дудочник исчезает навсегда.
- Дудочник увозит машины очень далеко и рассказывает, что прорыл подземную магистраль, по которой теперь будут ездить машины. Его слова оказываются правдивыми, благодарный городской голова устанавливает два памятника дудочнику — в центре города и в подземной магистрали.

#### В литературе XXI века
- Билл Ричардсон[англ.] в детской книге «После Гамельна» (2000) рассказывает о том, что случилось после того, как дети исчезли внутри горы. Рассказчицей выступает глухая девочка по имени Пенелопа[100].
- Легенду о Гамельнском крысолове использовали Терри Пратчетт при создании детской книги «Изумительный Морис и его учёные грызуны» (2001) из цикла о Плоском мире[101] и Дмитрий Скирюк в «Осеннем лисе»[102].

- Писатель-фантаст Чайна Мьевиль в повести «Крысиный король», написанной в жанре городского фэнтези, представляет персонажа (арестованного якобы за убийство отца), которого освобождает из тюрьмы наделённый сверхъестественной мощью крысиный король. Он же предупреждает освобождённого, что по их следам уже идёт крысолов[103].

- Гарт Никс в семитомной саге «Ключи к королевству» (2003) превращает Флейтиста в противника главного героя.
- Мэри Хиггинс Кларк в детективной истории «Две девочки в голубом» (2003) выводит похитителя детей, называющего себя Флейтистом[104].

- Отец и сын Адам и Кейт Маккюн, в книге «Гамелинские крысы» (2005) вывели в качестве одного из героев восемнадцатилетнего Флейтиста, которому предстоит схватиться с врагом, не уступающим ему в магической силе.
- Во второй книге сериала «Сёстры Гримм» (автор Майкл Бакли) одним из персонажей является Гамельнский крысолов, ставший директором начальной школы. Его сын Венделл наследует магические таланты отца.
- Джейн Йолен[англ.] и Питер Стемпл в книге «Заплатить Крысолову. Сказка в стиле рок-н-ролл» (2005) также обращаются к сюжету древней легенды.
- Билл Виллингем[англ.] в сборнике «Питер и Макс[англ.]» (2009) вновь пересказывает историю Крысолова в форме детской сказки.
- Хелен Маккабе в триллере «Флейтист» (2008) создаёт ещё одну вариацию древней легенды.
- В книге Мариам Петросян «Дом, в котором…» (2009) обыгрывается легенда о музыканте, уводящем доверчивых детей в лучшие края. В ночь перед выпуском флейтист Горбач становится проводником для «неразумных» (умственно отсталых воспитанников интерната) на «изнанку Дома», где те превращаются в младенцев; Горбача сопровождает девушка по кличке Крыса. Кроме того, в книге указано произведение, которое должен играть Гамельнский крысолов, по мнению одного из персонажей. Это «Мадригал Генриха VIII».
- Лин Гарднер, автор детской книги в стиле фэнтези «В леса» (2009), делает Флейтиста предком трёх своих героинь.
- Сесилия Дарт-Торнтон[англ.] в своей фэнтези трилогии «Горькие узы» использует сюжет о Крысолове.
- Игорь Пронин в своём романе «Свидетели Крысолова» использует сюжет о Крысолове, выводя некое существо (Крысолова), подрядившееся вывести из Москвы XXII века расплодившихся мутантов, угрожающих существованию мегаполиса.
- В апокалиптическом романе Виталия Трофимова-Трофимова «Трехрукий ангел» действует агент ООН по борьбе с терроризмом Шухрат Мухаррам по прозвищу «Крысолов»[105]. Его хобби — играть на флейте. Крысы как эвфемизм маргинальных слоев человечества — один из центральных образов романа.
- Нина Силаева: поэма «Гамельнский крысолов».
- В книге писателей Дмитрия Громова и Олега Ладыженского, пишущих под псевдонимом Генри Лайон Олди, «Богадельня» (2001), Пёстрый флейтист является отцом одной из главных героев романа — Матильды Швебиш (Глазуньи). В сюжете книги упоминается, что в прошлом он спас детей от чумы, выведя их с помощью своей магии из заражённого Гамельна.
- В третьей книге цикла «Конгрегация» писательницы Надежды Поповой «Пастырь добрый» (2013), дух Крысолова, возрожденный колдунами, похищает детей в Кёльне.

### В драматургии
- Пьеса Роберта Томаса Нолла под названием «Пёстрый флейтист» (The Pied Piper, 1983)[106].

- Хореографический спектакль «Флейтист» (порт. O Flautista), поставленный Компанией современного танца (CeDeCe, Португалия) под руководством Иоланды Родригес. В том же году появилась DVD-версия в записи Жуана Точа.
- Мартин Макдонах в пьесе «Человек-подушка» (англ. The Pillowman) выводит писателя, сочиняющего собственную версию жизни хромого мальчика — единственного, кто смог уцелеть при встрече с Крысоловом. По этой версии, мальчишка был единственным добрым ребёнком в городе и потому, ранее встретившись с голодным и усталым Крысоловом, поделился с ним обедом. В благодарность тот счёл за лучшее повредить мальчику ноги, чтобы тот в будущем не смог успеть за остальными детьми.
- Мюзикл Харви Шилда и Ричарда Джарбота под названием «Пёстрый флейтист» (1984). Первоначально назывался «1284 год». Поставлен на сцене театра Олио (Лос-Анджелес), выпущен на DVD компанией Panda Digital.
- Балет «Контракт» («Пёстрый флейтист»), написанный к 50-летнему юбилею Национального балета Канады, 2002 год. Композитор Микаэль Торке, либретто Роберта Сирмана, хореография Джеймса Куделки. Крысолов здесь превращается в таинственную «Еву», которая сумела избавить городских детей от загадочной болезни, но, получив отказ в обещанном вознаграждении, мстит горожанам. Запись на DVD выполнена в мае 2003 года при участии оркестра Национального балета Канады.

### На оперной сцене
- Опера в пяти актах «Крысолов из Гамельна» (нем. Der Rattenfänger von Hameln). Музыка Виктора Несслера, либретто Фридриха Гофмана по мотивам поэмы Юлиуса Вольфа. Впервые показана в театра Лейпцига 19 марта 1879 года.
- Опера с тем же названием на музыку австро-американского композитора Адольфа Нойендорфа. Была поставлена в 1880 году, но довольно быстро сошла со сцены. Известной стала лишь одна ария «Wandern, ach, Wandern» в исполнения Фрица Вундерлиха, вошедшая в запись «Fritz Wunderlich — Der Grosse Deutsche Tenor».
- «Пёстрый флейтист из Гамельна». Музыка и либретто Николаса Флагелло (1970) по мотивам поэмы Роберта Браунинга. Конец изменён — флейтист, поблуждав вместе с детьми некоторое время, возвращается в город, где сполна получает свою плату.
- «Крысолов». Композитор и автор либретто Фридрих Церха (1987) по мотивам одноимённой пьесы Карла Цукмайера (1975).
- «Пёстрый флейтист из Гамельна» (2004). Композитор и автор либретто Марк Альбургер по мотивам поэмы Роберта Браунинга. Поставлена в Сан-Франциско в 2006 году, причём главный герой выступал в гриме Дж. Буша, а под видом крыс были выведены террористы[107].

- «В маленький холмик». Композитор Джордж Бенджамин, либретто Мартина Кримпа; впервые показана во время Осеннего фестиваля в Париже, 22 ноября 2006 года.

### В музыке
- Романс С. Рахманинова «Крысолов» на слова В. Брюсова, для голоса и фортепиано, написан в сентябре 1916 года.
- Песня «Pied Piper» («Пёстрый флейтист») — один из известнейших хитов (1966) английского автора и исполнителя Crispian St Peters.
- Песня «Pied Piper» («Пёстрый флейтист») вошла в альбом All The Way From Tuam (1992) ирландской группы The Saw Doctors.
- «Фантазия Пёстрого Флейтиста» Джона Корильяно (1979—1982), концерт для флейты с оркестром. Впервые исполнен 4 февраля 1982 года в Лос-Анджелесе. Солист — Джеймс Голвей, оркестр лос-анджелесской филармонии.
- Крысолов упоминается в песне «Symphony of Destruction» из альбома Countdown to Extinction трэш-метал группы Megadeth (1992).
- Песня Донована — шотландского музыканта и поэта «People Call Me Pied Piper» («Меня называют Пёстрым флейтистом»), вошедшая в его альбом «Pied Piper» (2002).
- Песня Йена Андерсона «Pied Piper» с альбома Too Old to Rock ’n’ Roll: Too Young to Die! (1976).
- «Крысолов» — песня Ханнеса Вадера, в составе альбома «Крысолов» (1974).
- Песенный альбом Эдоардо Беннато «È arrivato un bastimento», посвящённый легенде о пёстром флейтисте (1983).
- «Пёстрый флейтист из Гамельна» по мотивам поэмы Роберта Браунинга. Композиция для тенора и баса, в сопровождении хора и оркестра. Композитор Губерт Х. Перри, 1905 год. Впервые исполнена в том же году на музыкальном фестивале в Норвиче.
- «Дудочник» в состава альбома «Поколение X» группы «Алиса». В ней о крысолове рассказывает один из уводимых им детей.
- Песня Варклауда «Курительная комната» в составе альбома «Чёрная Смерть из Синего Неба представляет: Холокост» также посвящена истории Крысолова.
- Песня «Pied Piper» в составе альбома The Mother and the Enemy в исполнении польской метал-группы Lux Occulta (2001).
- Песня «The Piper» в составе альбома Super Trouper шведской группы ABBA (музыка Бенни Андерссона, стихи Бьёрна Ульвеуса) (1980).
- Также о Крысолове упоминает Led Zeppelin в композиции «Stairway to Heaven» с альбома Led Zeppelin IV (1970).
- Песня Hameln с одноимённого альбома группы In Extremo, а также песня Der Rattenfänger с альбома Sünder ohne Zügel (2001), основанная на мелодии из Hameln.
- Песня «Майстер з міста Hameln» (Мастер из города Hameln) украинской рок-группы «Кому вниз».
- «Песня о Гамельнском крысолове» (также «Гамельн») Ростислава Чебыкина, известного под творческим псевдонимом Филигон. И его же «Песня Гамельнских крыс» (также «Крысы»), от лица «крысиного народа».
- «Последняя песня дудочки крысолова» Нателлы Болтянской.
- По мотивам легенды написана песня «Крысолов» Антона Духовского. Слова песни читаются от лица жителей города, умоляющих музыканта оставить их детей в обмен на любые ценности.
- Песня группы «Унесённые ветки» на слова «Романса Крысолова» Иосифа Бродского.
- Отсылка к легенде существует в тексте песни «Музыка на песке» группы «Наутилус Помпилиус», вошедшей в альбом 1990 года «Наугад». Автор текста — Илья Кормильцев.
- Явная отсылка к легенде звучит в песне группы In Extremo — «Der Rattenfänger».
- Отсылка к легенде существует в тексте песни «Kid A» группы Radiohead, вошедшей в одноимённый альбом.
- Песня «Pied Piper» из альбома Life ~Today is a very good day to Die~ японской рок-группы Kra (2008).
- «Pied Piper» — песня из сингла «Sanatorium» (2009) японской рок-группы Plastic Tree.
- Отсылка к легенде есть в песне «The Piper Never Dies» группы Edguy.
- Отсылка к легенде есть так же в мюзикле «Елизавета» ария «Die schatten werden länger».
- Крысолову посвящена также песня «Дудочник» группы «Алиса» из альбома «Поколение Х» («У него есть дудочка в кармане пиджака»), автор — Святослав Задерий.
- «Крысолов» — песня Тимура Шаова, в составе альбома «Любовное чтиво» (1998).
- «Крысолов» — песня композитора Олега Кваши на стихи поэта Валерия Панфилова в исполнении Аллы Пугачёвой (1986).
- «Крысолов» — песня проекта Margenta. Альбом «Sic Transit Gloria Mundi», вокал — Дмитрий Борисенков (2013).
- «Legenda o krysaři» — песня в исполнении XIII století, также посвящённая Легенде о Крысолове.
- «Крысолов» — песня в исполнении группы «Otto Dix» (Альбом «Анима» 2014 г.)
- «Старый Крысолов» — песня из репертуара группы Северный Флот, альбом «Всё внутри».
- В треке рэп-исполнителя Oxxxymirona «Йети и дети» есть строчка «дети следуют за мной, как за Флейтистом из Гамельна»
- «Гамельнский Крысолов» — песня progressive folk metal группы «Aeterna» (альбом «Легенда начинается», 2018 г.)
- «Крысолов» – песня рок-группы «Борода Бабая» (альбом «Легенды мрачного города») также основана на этой легенде.
- «Крысоловы» - песня рэп-дуэта «Птицу ЕМЪ» (альбом «Доброе чувство», 2014 г.)

#### Лирика группы Queen
В песне «My Fairy King» (рус. Мой сказочный король) — музыкальном творении из дебютного альбома группы Queen, написанной Фредди Меркьюри, присутствуют прямые параллели с текстом поэмы Роберта Браунинга, в частности, первые строки песни содержат отсылки к этому произведению.
| My Fairy King | The Pied Piper of Hamelin                                                                                            |
| --- | --- |
| In the land where horses born with eagle wings And honey-bees have lost their stings There’s singing forever Lion’s den with fallow deer | And their dogs outran our fallow deer, And honey-bees had lost their stings, And horses were born with eagles’ wings |
| В стране, где кони рождаются с орлиными крыльями, А медоносные пчёлы утратили свои жала, Там поют вечно, А в львином логове живёт лань   | И их собаки опережают наших ланей, И медоносные пчёлы утратили свои жала, И кони рождаются с орлиными крыльями.      |

#### Лирика группы Rammstein
Песня «Donaukinder» (рус. Дети Дуная) вошла в ограниченную версию альбома Liebe ist für alle da немецкой группы Rammstein. Помимо очевидного «экологического» подтекста (экологическая катастрофа 2000 года), в тексте произведения можно обнаружить параллели с фабулой легенды о Крысолове. Ссылку к ней можно найти во второй строфе второго абзаца песни:
| Donaukinder | Дети Дуная |
| --- | --- |
| Schwarze Fahnen auf der Stadt, alle Ratten fett und satt. Die Brunnen giftig aller Ort und die Menschen zogen fort… Wo sind die Kinder? Niemand weiss, was hier geschehen Keiner hat etwas gesehen | Чёрные флаги над городом Все крысы жирные и сытые Все источники заражены Люди покидают это место Где дети? Никто не знает что здесь произошло, никто не видел чего-либо… |

#### Лирика группы InExtremo
На слова баллады Иоганн Вольфганг Гёте «Der Rattenfenger» немецкой группой In Extremo написана песня. Исполнение выдержано в традиционном для группы духе народного средневекового исполнения, с использованием оригинальных инструментов, с современной Heavy обработкой;
| Der Rattenfänger | Крысолов |
| --- | --- |
| Ich bin der wohlbekannte Sänger, Der vielgereiste Rattenfänger Den diese altberühmte Stadt Gewiss besonders nötig hat Und wärens Ratten noch so viele Und wären Wiesel mit im Spiele Von allen säubere ich diesen Ort Sie müssen alle mit mir fort Dann ist der gutgelaunte Sänger Mitunter auch ein Kinderfänger Der selbst die wildesten bezwingt Wenn er die goldenen Märchen singt Und wären Knaben noch so trutzig Und wären Mädchen noch so stutzig In meine Saiten greif ich ein Sie müssen alle hinterdrein Von allen säubere ich diesen Ort Sie müssen alle mit mir fort Greife ich einen Akkord Gehen sie mit mir fort Mit dem ganzen Pack Verlasse ich die Stadt In der Nacht auf der Jagd Dann ist der vielgewandte Sänger Gelegentlich ein Mädchenfänger In keinem Städtchen langt er an Wo er`s nicht mancher angetan Und wären Mädchen noch so öde Und wären Weiber noch so spröde Doch allen wird so liebesbang Bei Zaubersaiten und Gesang Euch zum Spott und Hohn Hole ich nun meinen Lohn | Я — знаменитый певец, Путешествующий крысолов, Этому славному старому городу, Несомненно, нужна помощь! И было много крыс, И ласки очень расплодились, От всех очищу я это место, Все они должны уйти со мной! Веселый певец — Иногда и детишек ловит, Укрощая самых вредных, Когда поёт золотые сказки… И если мальчишки ещё упрямы, И если девчонки ещё насторожены, Я лишь проведу по струнам, И все пойдут за мною следом! От всех очищу я это место, Они все должны уйти за мной Я беру аккорд, Они идут за мной, С целой толпой Покидаю я город. В ночи — на охоте!!! Опытный певец, Ещё и любимец женщин: Нет городишка, Где меня б не знали! И где скромны девицы, И жены неприступны — Всех неизбежно покорит Моё волшебное пение! Осыпая вас насмешками, Я возьму свою награду!!! |

### В кинематографе
Сюжет о Крысолове лёг в основу художественных и мультипликационных фильмов:
- «Крысолов из Гамельна» (США, 1918). Режиссёр Пауль Вегенер.
- Мультфильм «Дудочник в пёстром костюме» (США, 1933) в мультсериале «Silly Symphonies» студии Уолта Диснея.
- «Пёстрый флейтист» (Великобритания, США, 1972). Режиссёр Жак Деми, в главной роли — Донован.
- Кукольный мультфильм «Пёстрый флейтист из Гамельна» (The Pied Piper from Hamelin, Великобритания, 1981). Режиссёр — Марк Холл. Снят по мотивам поэмы Роберта Браунинга.
- Мультфильм «Крысолов» (Krysař, Чехословакия, 1985). Режиссёр — Иржи Барта.
- Мультфильм «Дудочник крысолов» (Австралия).
- История Крысолова занимает центральное место в канадском фильме «Славное будущее» (1997).
- Флейтист появляется в одной из серий мультсериала «Экстремальные охотники за привидениями».
- Крысолов появляется среди сказочных героев в мультфильмах «Шрек» и «Шрек навсегда».
- «Флейтист» (The Piper, Великобритания, 2005). Режиссёр — Эйб Робинсон.
- История Крысолова упоминается в последней версии «Кошмара на улице Вязов» (США, 2010)
- Персонаж, похожий на Крысолова, появляется в аниме Sailor Moon Supers: The Movie.
- Персонажи аниме Eureca 7: Ao воюют в составе вооружённого подразделения Pied Pipers. В одной из серий есть прямая ссылка на книгу и оригинальную историю Гамельского крысолова.
- В советском мультфильме «Заколдованный мальчик» в одном из приключений Нильса, друзья-птицы просят его помочь избавить замок от крыс. Он находит решение и уводит крыс с помощью флейты.
- «Гость» (Sonnim, Южная Корея, 2015). После Корейской войны хромой музыкант с сыном странствуют по стране. Они случайно забредают в отдаленную деревушку в горах и просят приюта на пару дней. Деревенский староста разрешает им остаться, но, кажется, что он что-то скрывает. Кроме того, деревня терпит настоящее бедствие — по ночам крысы нападают на людей.
- «Окно в Париж» (Россия, 1993). Главный герой, преподаватель музыки, с помощью игры на флейте увлекает учеников за собой в класс.

### На телевидении
- Во 2 сезоне сериала «Земля гигантов» (1968-1970) в 17 эпизоде «Заплатите дудочнику» обыгрывается эта легенда. В роли Дудочника Джонатан Харрис.
- В сериале «Кремниевая Долина» (2014) главный герой Ричард Хендрикс основывает компанию Pied Piper «Крысолов»
- В одном из эпизодов телесериала «Бэтмен» (1968) главный герой, пародируя Крысолова, заманивает в реку полчище механических грызунов.
- Выступает в качестве главного героя музыкального телефильма «Пёстрый флейтист из Гамельна» (США, 1957). В фильме использована музыка Эдварда Грига, в главной роли — Ван Джонсон.
- В телесериале «Сказочный театр Шелли Дювалл» (США, 1985), режиссёр — Николас Мейер. В роли Крысолова Джеймс Хорнер. В основу фильма положена поэма Браунинга.
- В телефильме «День клоуна» (Великобритания, 2008), являющемся частью сериала «Приключения Сары Джейн», Крысолов оказывается инопланетянином, пищей которому служит страх.
- В телесериале «Гримм» сюжет пятого эпизода первого сезона связан с легендой о Крысолове.
- В 19 серии 2 сезона сериала «Обмани меня».
- В сериале «Однажды в сказке» главный антагонист первой половины третьего сезона Питер Пэн выступил в роли Гамельского крысолова
- 12 серия мультсериала «Экстремальные охотники за привидениями» является адаптацией истории о Крысолове,

### В науке
В синтаксисе имеется термин «эффект крысолова», означающий способность синтаксических правил применяться не к той составляющей, о которой сообщает их формулировка, а к категории, включающей её в себя. Таким образом, затронутая правилом составляющая «увлекает» за собой другие.

### Памятники
- Памятник в Йошкар-Оле.